# 県道110号 (台湾)
県道110号（けんどう110ごう）は、桃園市大園区から新北市新店区中興橋を結ぶ、全長44.833kmの台湾の県道である。台1線と県道114号と台3線のそれぞれと重複区間がある。

## 通過する自治体
- 桃園市
  - 大園区
  - 蘆竹区
  - 桃園区
  - 八徳区
- 新北市
  - 鶯歌区
  - 三峡区
  - 新店区

## 接続する道路
- 台15線
- 県道113号
- 国道2号（大園IC）
- 県道110甲線
- 台31線
- 台1線
- 台1甲線
- 県道110乙線（国道2号大湳IC連絡線）
- 県道114号
- 国道3号（三鴬IC）
- 台3線
- 県道111号
- 国道3号（安坑IC）
- 台9線

## 支線

### 甲線
県道110号甲線（けんどう110ごうこうせん）は、桃園市大園区から同市平鎮区までを結ぶ全長、11.987kmの台湾の県道である。台1線と重複区間がある。

#### 通過する自治体
- 桃園市
  - 大園区
  - 中壢区
  - 平鎮区

#### 接続する道路
- 県道110号
- 台31線
- 国道1号（內壢IC）
- 台1線
- 県道114号
- 県道113号
- 台1線
- 県道112号

### 乙線
県道110号乙線（けんどう110ごうおつせん）は、新北市鶯歌区から桃園市八徳区までを結ぶ（別称国道2号大湳IC連絡線）、全長1.405kmの台湾の県道である。

#### 通過する自治体
- 新北市
  - 鶯歌区
- 桃園市
  - 八徳区

#### 接続する道路
新北市
- 県道110号

桃園市
- 国道2号（大湳IC）
- 接桃57線